# Istituto del Prado
Das Istituto del Prado ist ein Säkularinstitut päpstlichen Rechts.
Die Angehörigen des Säkularinstituts sind Priester. Sie führen kein gemeinschaftliches Leben.
Das Istituto del Prado wurde am 25. Dezember 1856 durch Antoine Chevrier (1826–1879) in Lyon gegründet.